# Albatros D.IV
L'Albatros D.IV va ser un avió de caça experimental alemany construït i provat durant Primera Guerra Mundial.

## Disseny i desenvolupament
El D.IV va ser dissenyat per provar una versió d'impulsió del motor Mercedes D.III 120 kW (160 hp). A diferència de la versió habitual, el motor d'impulsió era completament tancat dins del fuselatge. L'estructura de l'aeronau bàsicament combina l'ala del Albatros D.II amb el buc del Albatros D.V juntament amb alteracions menors a l'equilibri del timó i l'estabilitzador horitzontal.
Es va fer una comanda de tres unitats el novembre de 1916, però només una va arribar a volar, sent testejada amb diversos tipus d'hèlix, però els problemes amb les excessives vibracions i l'augment limitat del seu rendiment van fer que el seu desenvolupament es donés per acabat.

## Especificacions
Dades de The complete Book of Fighters
Característiques generals
- Tripulació: 1
- Longitud: 7,33 m
- Envergadura: 9,05 m
- Alçada: 2,59 m
- Superfície de l'ala 20.50 m2
- Motors: 1×  motor d'impulsió refrigerat per aigua Mercedes D.III , 160 c.v.

 Rendiment 
- Velocitat màxima: 165 km/h
- Abast: 350 km
- Autonomia: 2 hores i 12 minuts
- Ràtio d'ascens: 2.6 m/s